# NGC 1582
NGC 1582 je otvoreni skup u zviježđu Perzeju. 

## Vanjske poveznice
- SEDS: NGC 1582